# James Naismith
James Naismith (6. listopadu 1861, Almonte – 28. listopadu 1939, Lavrance) byl vysokoškolský pedagog kanadského původu, který proslul především jako zakladatel sportovní disciplíny basketbalu.

## Život
V roce 1891 byl jako lektor zodpovědný za fyzickou přípravu na mezinárodní tréninkové škole pořádané organizací YMCA ve Springfieldu v Massachusetts požádán o pravidla tréninkové míčové hry, která by se dala provozovat na nepříliš velkých prostorách (tj. především v tělocvičně v zimním období).
Naismith vyšel z kanadské dětské hry Duck-on-a-Rock a hned v témže roce publikoval 13 pravidel basketbalu (z nichž 12 je dodnes ještě stále v platnosti).
Později působil Naismith jako basketbalový trenér na univerzitách v USA. Je členem prestižní basketbalové Síně slávy (Basketball Hall of Fame).
V roce 1891 pracoval Dr. James Naismith jako učitel tělesné výchovy na Springfieldské YMCA International Training School. Byl požádán, zdali by se nepokusil vymyslet kolektivní sport, který by mohl být v čase nepříznivého počasí provozován v tělocvičně. V prosinci Naismith představil svým studentům novou hru, jejíž pravidla shrnul do 13 bodů. Na protilehlé strany tělocvičny přibil ve výšce 10 stop koše na sběr broskví, k nim přistavil žebříky a dva žáky pověřil vyndáváním míče z košů. Naismith vysvětlil pravidla osmnácti žákům své třídy a vyzval Franka Mahana a Duncana Pattona, aby si vybrali osm spoluhráčů a stranu, kdo kam bude hrát. R. Chase proměnil střelecký pokus ze střední části hřiště a historicky první zápas skončil výsledkem 1:0.
U studentů si nový sport okamžitě získal oblibu a i z dalších škol brzy začaly chodit dotazy na pravidla. To vedlo k jejich vydání ve školním časopisu „Triangle“ 15. ledna 1892.
Záhy se sport rozšířil i mimo území USA. V roce 1893 se hrál ve Francii, 1896 v Brazílii, 1897 v Čechách, 1900 v Austrálii, Číně, Japonsku, 1901 v Íránu.